# Sfântul Gheorghe Suruceni
Der Fotbal Club Sfântul Gheorghe Suruceni ist ein moldauischer Fußballverein aus Suruceni.

## Geschichte
Der Verein wurde 2003 gegründet. 2008 wurde erstmals eine Profimannschaft gebildet, die zunächst in der Divizia A spielte. Seit 2017 spielt die Mannschaft in der Divizia Națională. 2021 gewann man erstmals den nationalen Pokal durch ein 3:2 n. E. (0:0) im Finale gegen Sheriff Tiraspol. Die vorigen beiden Jahre scheiterte der Verein jeweils im Finale.

## Erfolge
- Moldauischer Pokalsieger: 2021
- Moldauischer Pokalfinalist: 2019, 2020, 2022
- Moldauischer Supercupsieger: 2021

## Europapokalbilanz
| Saison  | Wettbewerb                    | Runde                  | Gegner                  | Gesamt          | Hin       | Rück      |
| ------- | ----------------------------- | ---------------------- | ----------------------- | --------------- | --------- | --------- |
| 2020/21 | UEFA Europa League            | 1. Qualifikationsrunde | FK Schachzjor Salihorsk | 0:0 (4:1 i. E.) | 0:0 n. V. | 0:0 n. V. |
| 2020/21 | UEFA Europa League            | 2. Qualifikationsrunde | FK Partizan Belgrad     | 0:1             | 0:1 n. V. | 0:1 n. V. |
| 2021/22 | UEFA Europa Conference League | 1. Qualifikationsrunde | FK Partizani Tirana     | 4:8             | 2:5 (A)   | 2:3 (H)   |
| 2022/23 | UEFA Europa Conference League | 1. Qualifikationsrunde | NŠ Mura                 | 2:4             | 1:2 (H)   | 1:2 (A)   |

Gesamtbilanz: 6 Spiele, 1 Unentschieden, 5 Niederlagen, 6:13 Tore (Tordifferenz −7)